# 碓井ゆい

## 碓井ゆい
碓井ゆい（うすい　ゆい、1980年-）は、日本の女性アーティスト。

## 来歴
東京都生まれ、埼玉県在住。2004年に多摩美術大学美術学部絵画学科油画専攻卒業後、京都市立芸術大学大学院美術研究科油画専攻修了。2018年VOCA賞受賞。さいたま国際芸術祭2020『授乳室』は実際に使用された。

## 個展
『fundamentals curated by XYZcollective』(CADAN有楽町・東京　2021）
『Kart Invitation Program Vol.10 碓井ゆい展』（河合塾美術研究所新宿校　Gallery Kart・東京　2019）
『ALLNIGHT HAPS2018後期「信仰」』♯1 （HAPS office・京都2018）
『from our room』（学習院女子大学文化交流ギャラリー・東京　2017）
『碓井ゆい展』（ギャルリー志門・東京　2017）
『碓井ゆい展』（横浜市民ギャラリーあざみ野 ショーケースギャラリー・神奈川　201７）
『sugar』（XYZ collective・東京　2016）
『shadow work』（小山市立車屋美術館・栃木　2016）
『speculum』（studio J・大阪2016）
『empty names』（Ain Soph Dispatch・名古屋　2013）
『shadow of a coin』（studio J・大阪　2013）
『碓井ゆい展』（Ain Soph Dispatch・名古屋　2009）
『ghosts』（studio J・大阪　2008）
『碓井ゆい展』（INAX Gallery 2・東京　2006）
『パーティのあとに』（studio J・大阪　2006）

## グループ展
『産まみ（む）めも』（oz studio 渋谷東・東京　2023）
『ケアリング／マザーフッド：「母」から「他者」のケアを考える現代美術―いつ・どこで・だれに・だれが・なぜ・どのように？―』（水戸芸術館現代美術ギャラリー・茨　2023）
『JAPAN. BODY_PERFORM_LIVE Resistance and Resilience in Japanese Contemporary Art』 （Padiglione d’Arte Contemporanea・ミラノ　2022）
『共にあるところから／With people, Not for people』（興望館 別館・東京　2022）
『至るところで　心を集めよ　立っていよ』（SCAI PIRAMIDE・東京　2022）
『A Day of House wife』（presented by Ka.hi.ya・東京　2022）
『フェミニズムズ』（金沢21世紀美術館・石川　2021）
『プンクトゥム：乱反射のフェミニズム』（本屋B＆B／BONUS TRUCK GALLERY・東京　2021）
『さいたま国際芸術祭2020』（旧大宮区役所・埼玉　2020）
『いのちの裂け目ー布が描き出す近代、青森から』（青森公立大学 国際芸術センター青森・青森　2020）
『第4回金沢・世界工芸トリエンナーレ』（金沢21世紀美術館市民ギャラリー・石川2019）
『高松コンテンポラリーアート・アニュアル vol.08』（高松市美術館・香川　2019）
『アッセンブリッジ・ナゴヤ2019』（名古屋港一帯・愛知　2019）
『あいちトリエンナーレ2019』　（名古屋市美術館・愛知　2019）
『彼女たちは 叫ぶ、ささやく－ヴァルネラブルな集合体が世界を変える』（東京都美術館ギャラリーB・東京　2019）
『更級日記考―女性たちの、想像の部屋』（市原湖畔美術館・千葉　2019）
『アッセンブリッジ・ナゴヤ2018』（名古屋港一帯・愛知　2018）
『森ビル・森美術館 まちと美術館のプログラム』（虎ノ門・西新橋エリア・東京　2018）
『VOCA展2018』（上野の森美術館・東京2018）
『street justice』（Galaxy 銀河系・東京　2018）
『現代地方譚5』（すさきまちかどギャラリー他・高知　2019）
『アッセンブリッジ・ナゴヤ2016』（名古屋港一帯・愛知　2016）
『O』（Shanaynay・パリ　2015）
『Japanese Nightingale Doesn’t Sing At Night』（XYZ collective・東京　2015）
『XYZcollective At Brennan & Griffin – Man & Play』（Brennan & Griffin・ニューヨーク　2014）
『うつせみ』（常懐荘・小牧　2012）
『project AOTA SHINYA + andbooks(NISHIZONO ATSUSHI)』（星画廊・名古屋　2011）
『有馬温泉路地裏アートプロジェクト 2011』（有馬温泉・神戸　2011）
『きろくのきおく』（文化フォーラム春日井・ギャラリー・愛知　2010）
『Real Life Sensibility』（京都芸術センター・京都　2009）
『放課後の展覧会』（元立誠小学校・京都　2009）
『太秦出張仕事』（アートスペース虹・京都　2008）